# Langa de Duero
Langa de Duero ist eine kleine nordspanische Gemeinde (municipio) mit 716 Einwohnern (Stand: 2024) im äußersten Westen der Provinz Soria in der Autonomen Region Kastilien-León. Der Ort ist seit dem Jahr 2007 als Kulturgut (Bien de Interés Cultural) in der Kategorie Conjunto histórico-artístico anerkannt; er gehört zur bevölkerungsarmen Serranía Celtibérica und ist eine Station auf dem Camino del Cid.

## Lage und Klima
Der Ort Langa de Duero liegt auf dem Nordufer des Río Duero in ca. 850 m knapp 28 km (Fahrtstrecke) südöstlich von Aranda de Duero; die sehenswerten Nachbargemeinden Peñaranda de Duero und Coruña del Conde befinden sich etwa 20 km nordwestlich bzw. nördlich. Die Städte San Esteban de Gormaz, Burgo de Osma und Berlanga de Duero liegen weiter östlich; die Provinzhauptstadt Soria ist etwa 90 km in nordöstlicher Richtung entfernt. Das Klima ist gemäßigt bis warm; Regen (ca. 450 mm/Jahr) fällt überwiegend im Winterhalbjahr.

## Bevölkerungsentwicklung
| Jahr      | 1857  | 1900  | 1950  | 2000 | 2019 |
| Einwohner | 1.064 | 1.346 | 1.402 | 932  | 704  |

Die Mechanisierung der Landwirtschaft, die Aufgabe bäuerlicher Kleinbetriebe („Höfesterben“) und die zunehmende Trockenheit der Region führten zu einem Verlust an Arbeitsplätzen, was seit den 1950er Jahren eine Landflucht auslöste, die auch durch die Eingemeindung der Dörfer Alcozar, Bocigas de Perales, Valdanzo, Valdanzuelo und Zayas de Torre nicht ausgeglichen werden konnte.

## Wirtschaft
Infolge der Höhenlage, der kargen und steinigen Böden sowie der geringen Niederschlagsmengen sind die landwirtschaftlichen Erträge gering. Der Ort gehört zum Weinbaugebiet Ribera del Duero.

## Geschichte
Der Ort lag an einer hauptsächlich im Sommer genutzten Furt über den Duero. Bereits von antiken Autoren wie Strabon, Apianus, Plinius und Diodorus Siculus wird ein Ort mit Namen Segontio Lanka oder Lagni erwähnt, wobei es sich aber auch um das nahegelegene Berlanga de Duero handeln könnte. Keltiberer, Römer und Westgoten waren hier ohne jedoch eindeutige Spuren zu hinterlassen. In islamischer Zeit war die Gegend entvölkert und wurde erst im 11. und 12. Jahrhundert von Zuwanderern aus dem christlichen Norden, aber auch aus dem Süden Spaniens wiederbesiedelt (repoblación). Im 18. Jahrhundert wurde der Ort an den Grafen von Miranda übertragen. Im Rahmen der Neuordnung der spanischen Provinzen im Jahr 1833 wurde Langa de Duero trotz seiner historischen Verbindungen zu Altkastilien der Provinz Soria zugeordnet.

## Sehenswürdigkeiten
Langa de Duero

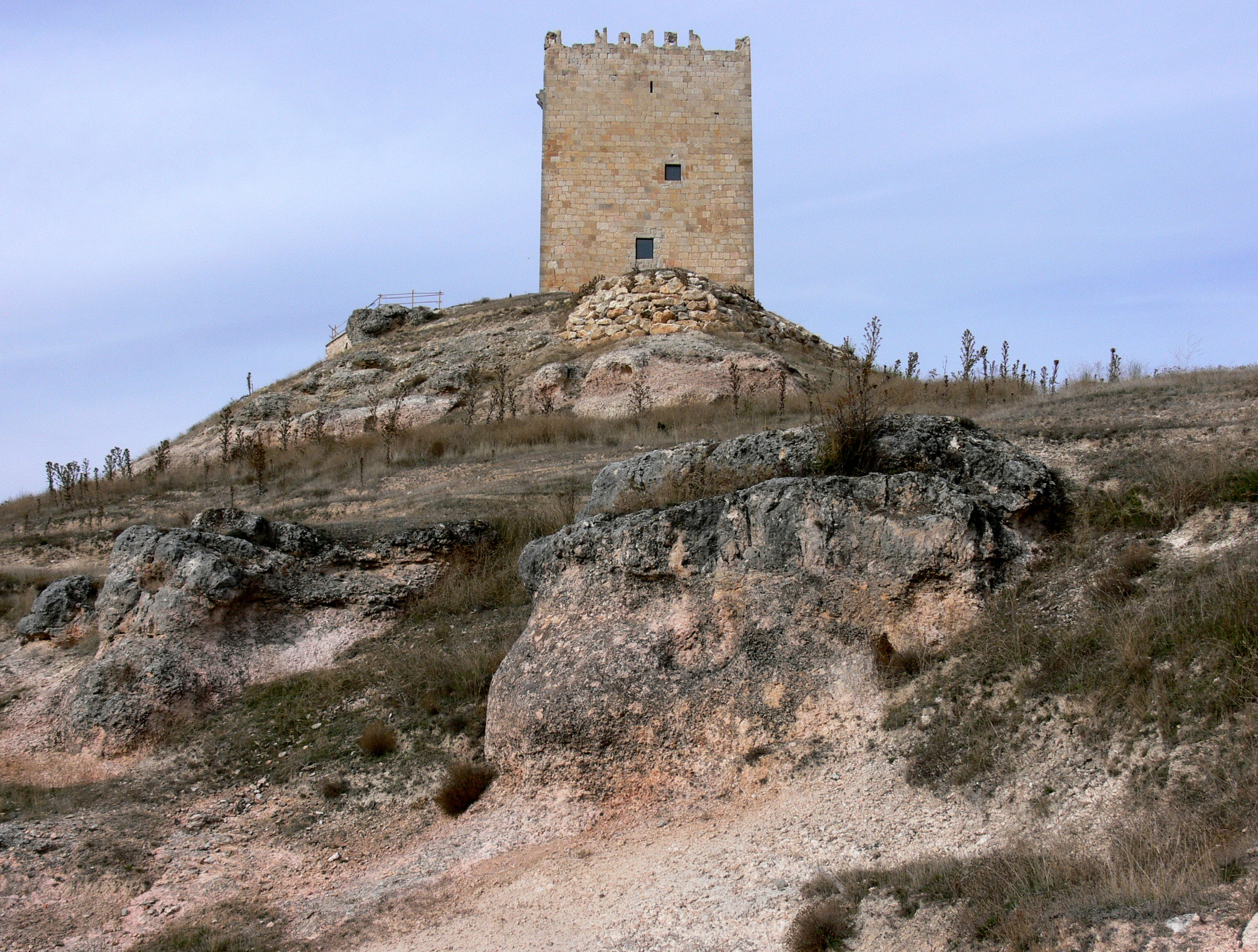
Torre del Castillo

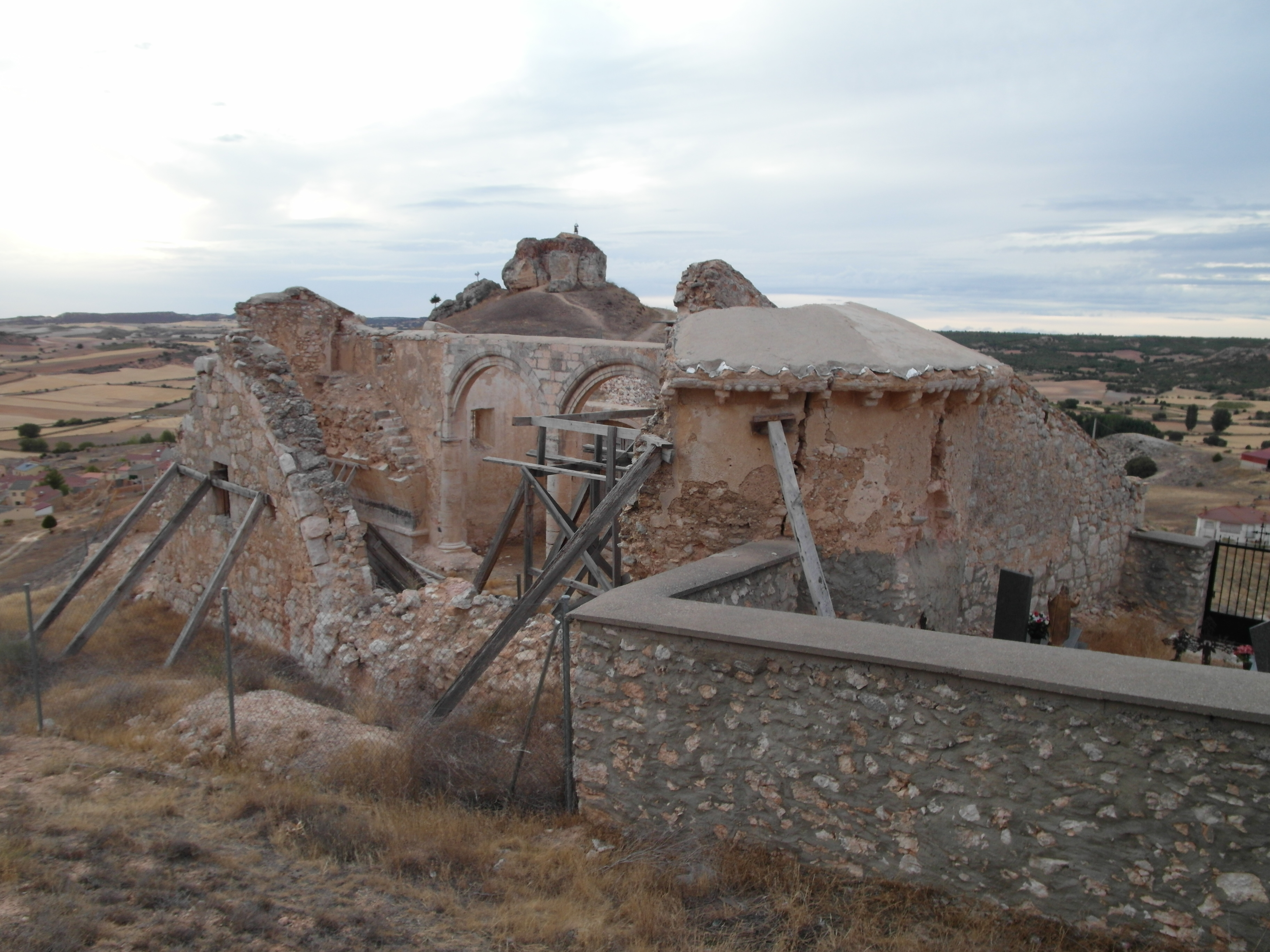
Alcozar – Kirchenruine, Friedhof und Rest der Burg

- Der mächtige Bergfried (torre del homenaje) der mittelalterlichen Burg überragt den Ort – er ist ca. 20 m hoch, die Seitenlänge beträgt etwa 12 m bei einer Mauerstärke von etwa 2 m. Der Eingang befand sich in etwa 2,50 m Höhe und war nur über eine Leiter zu erreichen, die im Verteidigungsfall eingezogen werden konnte.
- Die Kirche San Miguel Arcángel ist ein imposanter einschiffiger Bau aus dem 15. Jahrhundert, von dem jedoch nur die ehemalige Apsis erhalten ist, über der – im Rahmen eines Umbaus im 17. Jahrhundert – ein Glockengiebel (espadaña) aufgesetzt wurde. Die ehemalige Westseite wurde komplett erneuert und bildet heute das Langhaus und den Chor der Kirche.[4][5]
- Im Ort gibt es noch mehrere Lehmbauten.
- Eine zwölfbogige – mehrfach erneuerte – mittelalterliche Brücke (puente medieval) führt über den Duero.

Bocigas de Perales
- Die Kirche San Pedro ist eine ländliche romanische Dorfkirche mit einem außergewöhnlich reich dekoriertem Portal mit Flechtbanddekor, Klötzchenfriesen, Kugelstäben etc. In der Apsis befindet sich ein üppig geschnitzter barocker Altarretabel (retablo).[6][7]

Alcozar
- Der kleine Ort wird von einer mittelalterlichen, später jedoch umgebauten Burgruine (castillo) überragt.
- Im Ort steht die Wand eines unvollendeten Gebäudes mit einem romanischen Torbogen.
- In der Nähe des kleinen Dorfes steht die nahezu vollständig ruinierte Kirche San Sebastián. Einige romanische Konsolfiguren und Kapitelle der Apsis sind noch erhalten.[8]

Zayas del Torre
- Das von einer Vorhalle geschützte Südportal der Kirche ist gut erhalten. Es handelt sich um ein schmuckloses Archivoltenportal im Stil der zisterziensischen Romanik.[9]